# صنكرافة
صنكرافة (بالفرنسية: Sangrave)‏ هي مدينة من مدن موريتانيا تابعة لولاية البراكنة في جنوب غرب البلاد. يبلغ عدد سكانها 14303 نسمة وذلك حسب إحصائيات سنة 2000.